# 廣州市真光中學金道學校
广州市真光中学金道学校，原名广州市荔湾区金道中学，是一所全日制公办初级中学，创办于1995年9月。2023年更为现名。 校园坐落在芳村区金道花苑金光大街一号，临近广州地铁1号线。

## 历史
广州市荔湾区金道中学创办于1995年9月。2005年1月，学校被评为广州市一级学校。 2023年，荔湾区教育局出台《荔湾区深化中学集团化办学实施方案》，实施授权制办学模式，广州市荔湾区金道中学由广州市真光中学授权管理，更名广州市真光中学金道学校。 

## 相关事件
2022年10月23日，网曝广州荔湾金道中学，一群初中男生围一女生，女生坐在课桌椅座位上，其中一男生在女生身后做不雅动作，其他男生则在一边起哄。
广州市荔湾区教育局于2022年10月24日发布情况通报，23日晚，网上陆续出现荔湾区金道中学相关视频，该局第一时间会同公安机关等部门开展调查，将根据调查结果依法依规进行处理，并督促指导学校加强学生日常行为规范和文明素养教育，营造良好的校园学习环境。